# Дудаковичи (Круглянский район)
Дудаковичи (бел. Дудако́вічы) — деревня в Круглянском районе Могилёвской области Республики Беларусь. В составе Круглянского сельсовета.

## География
Расположена 12 км напрямую на северо-восток от города Круглое, 77 км от Могилёва, 15 км от железнодорожной станции Толочин, на реке Гнилка.

## Этимология
Принадлежали Дудаковичи князю Ивану Дуде, он и дал название деревне от своей фамилии.
Дудаковичи стали центром поместья, а позже — центром Дудаковичского княжества.

## История
Известна с начала XVI века. С XVII века — местечко. С 1772 года в Могилёвской губернии Российской империи. С 1861 года в Могилёвском уезде. 
В 1886 году Дудаковичи — село бывшее владельческое, дворов 34, жителей 213, церковь православная, школа.
В 1909 году в Круглянской волости Могилёвского уезда Могилёвской губернии.
В 1919 году — село. С 1924 года деревня в Круглянском районе, в 1931—1935 гг. в Толочинском районе, в 1959—1965 гг. в Белыничском районе. 

До 2014 года деревня входила в состав Леснянского сельсовета, в 1964—2014 годах его центр.
Впервые населённый пункт упоминается в 1506 году, как владение князя Ивана Дуды. В 1824 году в деревне монахами—доминиканцами был возведён каменный костёл. Монахи поддержали восстание 1830—1831 гг., а после его поражения им пришлось покинуть село. Костёл решением властей был передан православным верующим. Но вскоре костёл разобрали до основания, а на его месте в 1869 году построили церковь в византийском стиле. Храм был освящён в честь Покрова Святой Богородицы. У входа в церковь стояла двухъярусная колокольня. Богослужения шли в храме вплоть до 1917 года.

## Население

### Численность
- 2009 год — 172 жителей

### Динамика
- 1909 год — 446 жителей (229 муж., 217 жен.), 50 дворов[2]
- 1971 год — 329 жителей, 101 двор[2]
- 1997 год — 291 житель, 112 дворов[2]
- 2009 год — 172 жителей (перепись населения)[4]

## Достопримечательность
- Свято-Покровская церковь (2-я половина XIX в.)[8]. Памятник архитектуры.
- Памятный знак землякам[9].

## Галерея
- Свято-Покровская церковь
- Свято-Покровская церковь
- Свято-Покровская церковь